# T. J. Rushing
Terrall Brent "T. J." Rushing (8 de junho de 1983 em Pauls Valley, Oklahoma) é um ex jogador de futebol americano que atuava na posição de cornerback e retornador de chutes do na NFL.

## Começo da carreira
Rushing estudou na Pauls Valley High School onde jogou futebol americano, basquete e atletismo. E depois foi para a Stanford University.

## NFL
T.J. Rushing opera principalmente no special teams como retornador de kicks e punts pelo Indianapolis Colts, onde ele conseguiu retornar um punt para touchdown contra o Oakland Raiders em 2007. Rushing passou a temporada de 2008 no injured reserve. Em 18 de agosto de 2010, T.J. assinou com o Detroit Lions logo após ser dispensado pelos Colts.

## Honrars e Prêmios
- First-team All-Pac-10 (2004);
- Second-team All-Pac-10 (2005);
- Campeão do Super Bowl (XLI);

## Ligações Externas
- Indianapolis Colts bio
- Stanford Cardinal bio